# Gabriel Soulignac
Gabriel Soulignac est l'architecte de la Maison de Guise, né à Béziers vers 1580, et mort à Meudon vers 1650.

## Biographie
La carrière et la vie de Gabriel Soulignac sont largement inconnues. En 1996, Michel Borjon et Guy-Michel Leproux ont identifié, grâce à la découverte des marchés de 1615, Gabriel Soulignac, architecte des Guise tant pour l'hôtel de Guise, à Paris, que pour le château de Meudon.
Il est à Paris en 1614, où il est indiqué qu'il habite rue Beaurepaire, dans l'enclos de l'hôpital de la Trinité, avec le peintre-verrier Antoine Soulignac qui a réalisé les vitraux du chœur de l'église Saint-Eustache de Paris en 1631. Il réalise alors un hôtel pour les sieur Gagnet et Dugué, rue des Boucheries Saint-Germain.
En 1614, un pavillon est construit au nord de l'ancien hôtel de Clisson, le long de la rue des Quatre-Fils pour le cardinal de Joyeuse. Un marché montre qu'il a travaillé à l'hôtel de Guise, à partir 1615, sur un gros pavillon entre le logement de monseigneur le cardinal de Joyeuse et le pavillon où loge à présent mond. seigneur de Guyse. Ce pavillon fait la liaison entre la nouvelle aile construite pour accueillir le cardinal de Joyeuse et la tour de l'ancien hôtel de Clisson, rue du Chaume dont les plans ont été conservés.
En 1617, il se marie avec une jeune veuve originaire de Gaillon, Simone Dumont. C'est l'ancienne nourrice de la duchesse de Montpensier et du prince de Joinville restée au service des Guise. Henriette-Catherine de Joyeuse et sa fille assistent au mariage.
Il a essentiellement travaillé pour la Maison de Guise. En 1620, il fait des travaux importants pour la duchesse de Montpensier dans son hôtel de Fontainebleau et dirige des travaux au château de Mortain. À l'hôtel de Guise, situé rue du Chaume, en construisant le pavillon faisant la liaison entre la nouvelle  allant vers la rue des Quatre-Fils. Il subsiste le marché du déplacement de l'escalier, en 1633, qui permet de lui attribuer l'essentiel des bâtiments de l'hôtel de Guise subsistant dans l'hôtel de Soubise après les démolitions du Second Empire.
En 1619, il a construit un hôtel rue Chapon pour Claude Passart, trésorier du duc de Guise. Il a également travaillé pour lui rue Saint-Germain-l'Auxerrois.
À partir de 1622, il demeure au château de Meudon dont il est concierge puis capitaine. Il dirige les travaux d'aménagement du parc. Il construit les termes du mur de clôture reliant la grotte au château. Il remanie l'aile nord. Il y meurt vers 1650.